# 美唄市
美唄市（日语：／ Bibai shi */?）是位于北海道中部，空知綜合振興局轄下的一個城市，東部為夕張山地延伸出的山區和丘陵。當地地形以國道12號為界，在石狩川東岸的石狩平原西部散佈著湖泊與沼澤。市內部份的石狩煤田曾經出產豐富的煤炭，是道內屈指可數的採煤地。美唄市的光珠內地區山岳曾發掘出北海道唯一的隕石。
市名源自阿伊努語的「pipa-o-i」（有很多藍貝的地方）或「pipa-oma-nay」（有藍貝的河川）。

## 人口
| 美唄市人口分布圖 |                                               |  |
| 美唄市與日本全國年齡別人口分布比較圖 （2005年資料） | 美唄市的年齡、男女別人口分布圖 （2005年資料） |  |
| ■紫色是美唄市 ■綠色是全国 | ■藍色是男性 ■紅色是女性                       |  |
| 美唄市人口變化 \| 1970年 \| 47,369人 \| \| \| 1975年 \| 38,416人 \| \| \| 1980年 \| 38,552人 \| \| \| 1985年 \| 37,414人 \| \| \| 1990年 \| 35,176人 \| \| \| 1995年 \| 33,434人 \| \| \| 2000年 \| 31,183人 \| \| \| 2005年 \| 29,083人 \| \| \| 2010年 \| 26,032人 \| \| \| 2015年 \| 23,035人 \| \| \| 2020年 \| 20,414人 \| \| |                                               |  |
| 資料來源：日本總務省統計中心提供之人口普查數據 |                                               |  |
| 1970年 | 47,369人                                      |  |
| 1975年 | 38,416人                                      |  |
| 1980年 | 38,552人                                      |  |
| 1985年 | 37,414人                                      |  |
| 1990年 | 35,176人                                      |  |
| 1995年 | 33,434人                                      |  |
| 2000年 | 31,183人                                      |  |
| 2005年 | 29,083人                                      |  |
| 2010年 | 26,032人                                      |  |
| 2015年 | 23,035人                                      |  |
| 2020年 | 20,414人                                      |  |

## 歷史
過去曾經是石狩煤田的一區美唄煤礦，有三菱礦業和三井礦山在此進行大規模的開採，多數屬於中小型的煤礦，當時為北海道內主要的煤礦城鎮之一，在最繁榮的1950年代時，人口曾經達到9萬人以上，但現在多數煤礦皆已封閉。

### 年表
- 1886年8月：來自富山縣的福島磯次郎由市來知村（現在的三笠市）移居到美唄川南岸居住，成為最早來到此地的和人。[5]
- 1890年9月：設置沼貝村，隸屬空知郡役所管轄。
- 1891年4月：改隸屬市來知外三村戶長役場管轄。
- 1895年5月：獨立設置沼貝村戶長役場。
- 1906年4月1日：成為北海道二級村。
- 1909年4月1日：成為北海道一級村。
- 1913年2月：德田煤礦開始開採。11月：飯田美唄煤礦開始開採。
- 1914年11月：美唄輕便鐵道開始營運。
- 1915年4月：三菱合資惠攝買下飯田美唄煤礦，改名為三菱美唄煤礦。之後，沼貝、錦旗、市川、上村、日石光珠等中小型煤礦陸續開始營運。
- 1925年6月1日：改制為沼貝町。
- 1926年6月1日：改名為美唄町。
- 1950年4月1日：改制為美唄市，成為北海道內第15個城市。
- 1972年4月：三菱美唄煤礦封閉。5月：美唄鐵道停駛。
- 1973年3月：三美煤礦封閉。8月：北菱我路煤礦封閉，至此市內所有煤礦皆已關閉。

## 交通

### 鐵路
- 北海道旅客鐵道
  - 函館本線：峰延車站 - 光珠內車站 - 美唄車站 - 茶志內車站
  - 函館本線南美唄支線（已停駛）：美唄車站 - 南美唄車站

|  |  |  |

### 道路
| 高速道路 - 道央自動車道：美唄交流道 - 茶志內休息區 一般國道 - 國道12號 | 主要地方道 - 北海道道6號岩見澤月形線 - 北海道道33號美唄月形線 - 北海道道135號美唄富良野線 - 北海道道139號江別奈井江線 道道 - 北海道道275號月形峰延線 - 北海道道921號開發峰延線 - 北海道道979號開發茶志內線 - 北海道道1130號砂川奈井江美唄線 - 北海道道1131號美唄停車場線 - 北海道道1140號美唄三笠線 |

### 巴士
- 北海道中央巴士
- 美唄市民巴士

## 觀光景點
| - 舊東明車站 - 宮島沼 - 東明公園 - 美唄水庫 - 美唄市鄉土史料館 - 北海道立林業試驗場展示室 - 美唄溫泉 - 茶志內溫泉 - 舊樺戶街道之防風林 - 光珠嫩隕石落下地點 - 北海道溜池發祥地 | - 舊櫻井家住宅（美唄市指定有形文化財、北海道指定有形文化財） - 峰延獅子舞（美唄市指定無形文化財） - 峰延東傘踊（美唄市指定無形文化財） |

## 教育

### 高等學校
| - 道立北海道美唄尚榮高等學校 | - 道立北海道美唄聖華高等學校 |

### 中學校
| - 美唄市立美唄中學校 | - 美唄市立東中學校 |

### 小學校
| - 美唄市立中央小學校 | - 美唄市立東小學校 |

### 特殊學校
- 道立北海道美唄養護學校 （页面存档备份，存于）

## 外部連結
- （日語）美唄警察署
- （日語）美唄商工會議所 （页面存档备份，存于）
- （日語）美唄青年會議所 （页面存档备份，存于）
- （日語）美唄市社會福祉協議會 （页面存档备份，存于）